# George Errington (martyr)
Pour les articles homonymes, voir Errington (homonymie).
George Errington, né à Hirst dans le Northumberland en 1554 et mort à York le 29 novembre 1596 est un aristocrate catholique anglais arrêté et exécuté sous le règne d'Élisabeth Ire d'Angleterre.

## Biographie
George Errington appartient à la petite noblesse anglaise. Il est catholique et refuse de se conformer à la nouvelle religion. Sous le règne d'Élisabeth Ire d'Angleterre, une sévère période de persécutions anti-catholiques fait rage. Lui-même est arrêté à plusieurs reprises, une première fois emprisonné dans la tour de Londres entre 1585 et 1587, dans la prison du château d'York en 1591 et enfin une dernière fois avant son exécution entre 1593 et 1594. Pendant toutes ces années difficiles pour l'Église catholique au Royaume-Uni, il s'engage pour la cause catholique en servant d'escorte pour les prêtres recherchés, organisant les voyages des candidats au sacerdoce vers le continent, servant de courrier.
Dans sa prison de York il retrouve William Knight et William Gibson aussi arrêtés pour avoir "aidé des prêtres". Les charges retenues contre lui étant légères il est finalement condamné à mort piégé par un ministre anglican qui l'accuse d'avoir tenté de le persuader de devenir catholique. Il subit le supplice réservé aux traîtres à savoir pendaison, éviscération et écartèlement.

## Vénération
Proclamé bienheureux par Jean-Paul II en 1987 George Errington est l'un des quatre-vingt-cinq martyrs d'Angleterre et de Galles béatifiés par ce dernier et fêté le 29 novembre.